# Hans Dobbertin
Hans Dobbertin, (né le 17 avril 1952 à Coppenbrügge et mort le 2 février 2006 à Bochum) était un cryptologue allemand à l'origine de la meilleure cryptanalyse sur la fonction de hachage cryptographique MD4. Membre du service du chiffre allemand (Bundesamt für Sicherheit in der Informationstechnik), Dobbertin fut professeur à l'Université de la Ruhr à Bochum. 
En 1996 et 1998, il publie deux articles concernant MD4 où il met en avant des attaques sur les préimages avec lesquelles il est possible de générer un message qui produit la même empreinte qu'un autre. Il a par la suite émis des doutes quant à la fiabilité de MD5, vulnérabilité confirmée par l'attaque de Xiaoyun Wang et son équipe en 2004. Dobbertin a également participé à la conception de la famille de hachage RIPEMD avec Antoon Bosselaers et Bart Preneel.